# سیارک ۲۷۸۲۷
سیارک ۲۷۸۲۷ (به انگلیسی: 27827 Ukai، نامگذاری:1993XJ1) بیست و هفت هزار و هشتصد و بیست و هفتمین سیارک کشف شده‌است که در ۹ دسامبر ۱۹۹۳ کشف شد.